# Поліська хроніка
«Поліська хроніка» — радянський восьмисерійний художній фільм 1981—1984 років, знятий режисером Віктором Туровим на кіностудії «Білорусьфільм».

## Сюжет
У 1920-ті роки до глухих місць поліських боліт прийшла радянська влада. Проте заможні господарі села Курені не збиралися віддавати свої землі селянам. Банди залякували людей. Але селяни самі зробили перший крок: усім селом вони вийшли прокладати гать через болото — дорогу до нового життя.

## У ролях
- Олена Борзова — Анна
- Юрій Казючиць — Василь
- Борис Невзоров — Євхім
- Марина Яковлєва — Хадоська
- Мороз Олександр ІвановичОлександр Мороз — Міканор
- Геннадій Гарбук — Чернушка, батько Анни
- Ольга Лисенко — дружина Чорнушки
- Світлана Кузьміна — Олена Дятлик
- Павло Кормунін — дід Денис
- Юрій Горобець — Глушак
- Лілія Давидович — Глушачиха
- Дмитро Харатьян — Степан Глушак
- Афанасій Кочетков — Дубодєл
- Євген Іловайський — Апейка/Гайліс
- Віктор Шульгін — Даметик
- Тетяна Мархель — Даметиха
- Леонід Д'ячков — Ахрім Грибок/Іван Анісімович Апейка
- Валентина Петрачкова — Адарія Грибкова
- Людмила Писарєва — Сорока
- Віктор Гоголєв — Андрій Рудий
- Володимир Кулешов — Прокоп
- Федір Шмаков — Зайчик
- Всеволод Платов — Гнат
- Марія Захаревич — Ганна
- Стефанія Станюта — знахарка
- Едуард Гарячий — Харчев
- Августин Мілованов — Зубрич
- Володимир Січкар — Нохім
- Ніна Тер-Осипян — Голда
- Юрій Демич — Олексій Башликов, секретар райкому
- Анастасія Іванова — Параска
- Вайва Майнеліте — Віра, дружина Апейки
- Надія Бутирцева — Маня
- Олександр Лабуш — Хоня
- Наталія Бражникова — Анісья
- Борис Галкін — Олесь
- Ігор Кашинцев — Червяков
- Олександр Денисов — секретар окружкому
- Іван Мацкевич — Шабета
- Ірина Мартем'янова — Марія Матвіївна, мати Алеся
- Лариса Архіпова — сестра Олеся
- Карл Завістовський — голова комісії
- Сергій Чередніков — член комісії
- Володимир Опалєв — член комісії
- Олександр Ткачонок — Бєлий
- Олена Іванникова — епізод
- Марина Бурімова — епізод
- Віктор Манаєв — Альоша Губатий
- Олександр Рищенков — Хоня
- Олександр Гарцуєв — епізод
- Геннадій Овсянников — епізод
- Юрій Лисенко — Степан Іванович
- К. Григор'єв — епізод
- Володимир Грицевський — епізод
- Олександр Середа — епізод
- Борис Петрунін — Володька, брат Василя
- Сергій Юраго — епізод
- Володимир Сошальський — епізод
- В'ячеслав Гарін — епізод
- Тамара Муженко — епізод
- Наталія Миколишина — епізод
- Наталія Курсевич — Чеся
- Сергій Чернявський — епізод
- Борис Некрасов — епізод
- Сергій Паршин — епізод
- Євген Нікітін — епізод
- В. Макаров — епізод
- Борис Юрченко — Чорноштан
- Михайло Девяткін — батько Ціли
- Євгенія Іванчук — епізод
- Володимир Ільїн — епізод
- Тадеуш Кокштис — епізод
- Георгій Лапето — епізод
- Людмила Лісюкова — епізод
- Михайло Петров — епізод
- Олександр Фролов — епізод
- Віктор Небольсін — епізод
- Олександр Франскевич-Лайє — епізод
- Петро Юрченков — епізод
- Олександр Беспалий — епізод
- Олександр Аржиловський — епізод
- Тетяна Чекатовська — епізод
- Ніна Розанцева — епізод
- Гелена Івлієва — Циля
- Г. Колодкін — епізод
- Є. Бавдєй — епізод
- Олександр Єфремов — епізод
- Тетяна Люкшинова — епізод
- Данило Зайцев — син Апейки
- Юрій Агєєв — дід Матвій

## Знімальна група
- Режисер — Віктор Туров
- Сценарист — Віктор Туров
- Оператор — Дмитро Зайцев
- Композитор — Олег Янченко
- Художники — Євген Ігнатьєв, Алім Матвійчук